# Villy Søvndal
Villy Søvndal é um antigo político dinamarquês, do Partido Popular Socialista (SF).
Nasceu em Linde, na  Dinamarca, em 1952.
Foi líder do Partido Popular Socialista (SF) em 2005-2012.
Foi Ministro das Relações Exteriores em 2011-2013.